# Posada de Valdeón
Posada de Valdeón település Spanyolországban, León tartományban. Lakosainak száma 405 fő (2024).

## Földrajza
Posada de Valdeón Camaleño, Boca de Huérgano, Burón, Oseja de Sajambre, Amieva, Cangas de Onís, Onís és Cabrales községekkel határos.

## Népesség
A település lakosságának változását az alábbi diagram mutatja:
| Lakosok száma | 495  | 507  | 543  | 514  | 485  | 464  | 452  | 415  | 420  | 405  |
|               | 2001 | 2004 | 2007 | 2009 | 2012 | 2014 | 2017 | 2019 | 2022 | 2024 |